# Chlamydatus suavis
Chlamydatus suavis är en insektsart som först beskrevs av Reuter 1876.  Chlamydatus suavis ingår i släktet Chlamydatus och familjen ängsskinnbaggar. Inga underarter finns listade i Catalogue of Life.